# Bill Richardson
William Blaine „Bill” Richardson III (ur. 15 listopada 1947 w Pasadenie, Kalifornia, zm. 1 września 2023 w Chatham) – amerykański polityk, były gubernator stanu Nowy Meksyk. Był kandydatem na prezydenta Stanów Zjednoczonych.
W swojej karierze pełnił funkcje: sekretarza energii USA, ambasadora USA przy ONZ w administracji Billa Clintona.